# Колыбель кошмаров
«Колыбель кошмаров» (англ. Cradle of Fear) — малобюджетный фильм ужасов британского режиссёра Алекса Чендона. Фильм состоит из четырёх отдельных историй, объединённых общей сюжетной линией: психически больной маньяк мстит тем, кто посадил его в психиатрическую лечебницу.
Фильм является продолжением сотрудничества режиссёра Чендона и британской метал-группы Cradle of Filth (само название фильма — это аллюзия на название группы). Одну из главных ролей исполнил лидер Cradle of Filth Дэни Филт, другие музыканты сыграли в эпизодических ролях. Чендон — режиссёр нескольких клипов группы.

## Сюжет
Детектив Нильсон (Эдмунд Дин) осматривает два изуродованных трупа девушек. После этого показываются события, предшествовавшие гибели девушек. Мелисса (Эмили Бут) и Никки (Мелисса Форте) в готических нарядах в клубе ищут молодых людей, чтобы провести ночь. Мелисса знакомится с Человеком и отводит его к себе. Мелисса раздевается и они занимаются сексом. На следующий день Мелисса напугана дьявольским поведением Человека; когда она идёт по улице, люди кажутся ей демонами и говорят, что она одна из них.
Она остаётся ночевать у Никки. Ночью Мелисса чувствует, что что-то шевелится у неё в животе. Внезапно из живота прорезаются лапы огромного паука. Мелисса хватает ножницы и несколько раз бьёт себя в живот. Паук с лицом ребёнка вылезает из живота мёртвой Мелиссы и бросается на лицо Никки.
Вторая история рассказывает о двух воровках, Софи (Ребекка Иден) и Эмме (Эмма Райс). Они ночью проникают в дом, где рассчитывают найти спрятанные деньги. Эмма находит деньги под кроватью, но в этот момент просыпается хозяин дома, полубезумный старик, которого девушки не замечали раньше. Он вскакивает, хватает Эмму, и девушки в конце концов забивают его до смерти. Когда девушки сидят в ванне, смывая кровь, Эмма говорит Софи, что её сестре известно, что они планировали ограбление. Софи убивает Эмму молотком и идёт домой. Дома на неё набрасываются мёртвые Эмма и старик и убивают её.
Нильсон узнаёт фамилии погибших и обращает внимание, что они совпадают с фамилиями людей, причастных к поимке маньяка Кемпера (Дэвид МакЮэн), помещённого в психбольницу при участии Нильсона. Кемпер — сын сатаниста и обладает гипнотическими способностями, он умел подчинять своей воле детей, которых затем убивал и съедал.
Героя следующей истории зовут Ник Холланд (Луи Браунсил). Он потерял в аварии ногу и хочет вернуть её, потому что иначе не может заниматься сексом со своей девушкой Натали (Эйлин Дэйли). Ник убивает своего знакомого Томаса, отрезает ногу и привозит её к доктору, заставляя того пришить ногу Нику. Когда спустя некоторое время пара едет в машине, Ник теряет контроль над ногами, машина развивает огромную скорость и происходит катастрофа. Ник выживает, но видит, что Натали вылетела из машины и погибла. Он достает шило, несколько раз протыкает ногу, а затем протыкает себе шею.
Тем временем врачи психбольницы обыскивают камеру Кемпера и находят в ней список жертв. Вслед за погибшими в нём идут сам Нильсон и его сын Ричард (Стюарт Лэйн). Ричард страдает от интернет-зависимости, его привлекают порнография и насилие. Он узнаёт о существовании сайта, на котором пользователь может руководить убийством реального человека онлайн и наблюдать за происходящим. URL сайта постоянно меняется, так что Ричард вынужден снова и снова пробовать разные адреса. Однажды он находит сайт и с помощью интерфейса пользователя лично командует убийством человека. В какой-то момент связь обрывается, так как Ричард настолько попал под зависимость, что перестал оплачивать счета. Вскоре его выселяют из дома за неуплату. Он идёт в интернет-кафе и, поместив сообщение с просьбой дать информацию о сайте в различные чаты, получает ответ с предложением проехать по указанному адресу. Там его ждёт карлик (Вилли Эванс), он предлагает Ричарду пройти в помещение, которое оказывается той самой комнатой, где происходят убийства. Ричарда жестоко убивает группа людей, а пользователем, который руководит процессом, оказывается Человек.
Когда Нильсону сообщают о произошедшем, он решает убить Кемпера. Он берёт пистолет и угрозами заставляет пустить его в камеру Кемпера. Прибегают охранники, охраняющие Кемпера, и Человек, одетый в форму одного из них. Происходит резня, в процессе которой гибнут охранники и врач, охранявшая Кемпера; тогда же выясняется, что Кемпер является отцом Человека. Нильсон из пистолета разносит голову Человека и затем убивает Кемпера. Внезапно некое существо вылезает из головы Человека и произносит «Зло только появилось». Раздаются крики и выстрелы.

## В ролях
| Актёр         | Роль              |
| ------------- | ----------------- |
| Дэни Филт     | Человек           |
| Дэвид МакЭвен | маньяк Кемпер     |
| Эдмунд Дин    | инспектор Нильсон |
| Эмили Бут     | Мелисса           |
| Эйлин Дэйли   | Натали            |
| Ребекка Иден  | Софи              |
| Мелисса Форти | Никки             |
| Эмма Райс     | Эмма              |
| Стюарт Лэйн   | Ричард            |

## Критика
Российский журнал Dark City, поставив фильму 1 балл из 5 возможных, отметил в фильме практически полное отсутствие сюжета, дешёвые спецэффекты и такого же уровня актёров. В целом фильм, по мнению журнала, никакого интереса не представляет и может вызвать лишь отклик у самых упёртых поклонников Дэни Филта из группы Cradle of Filth, а также у несовершеннолетних зрителей демонстрацией обнажённого женского тела.